# نقشارة بونللي

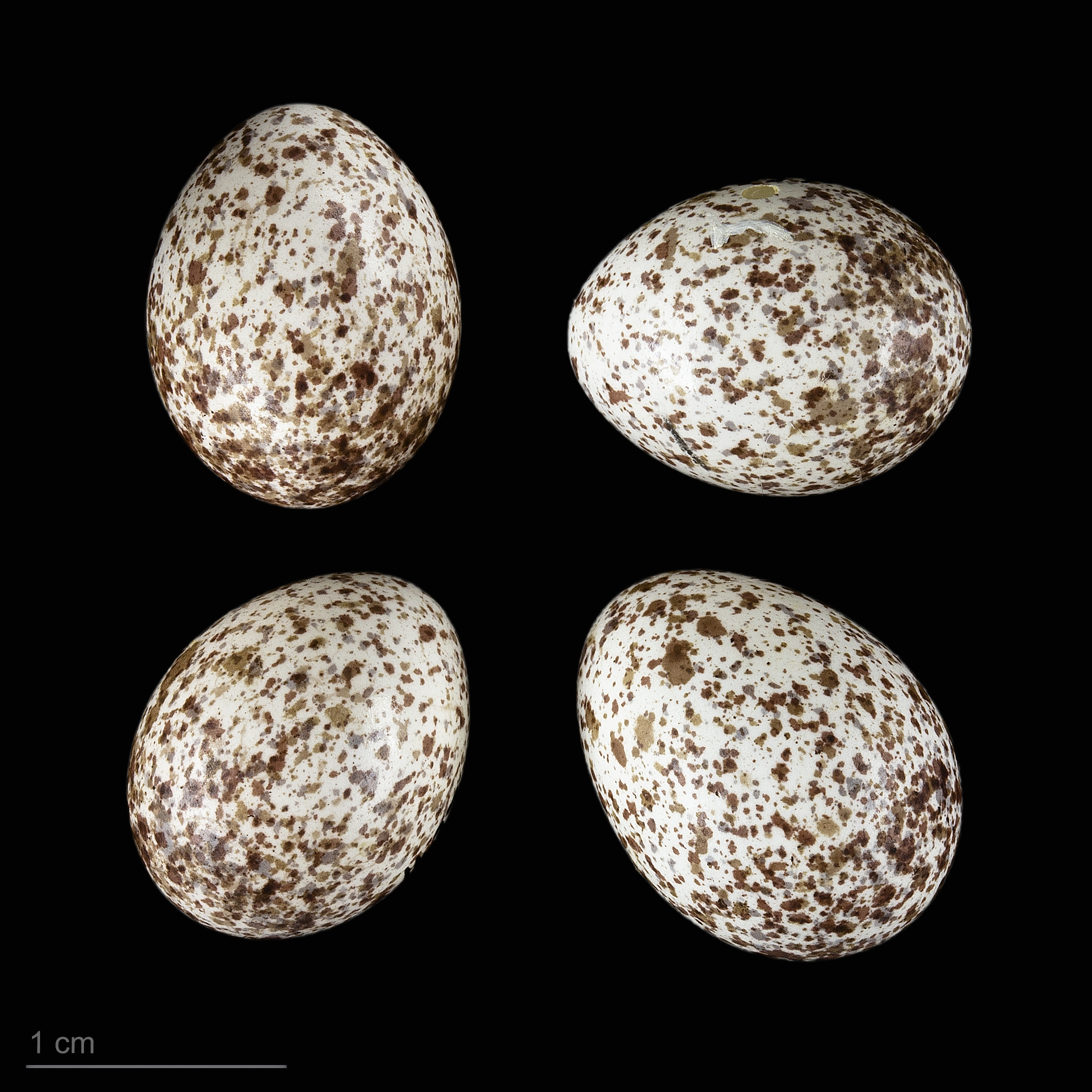
Phylloscopus bonelli

نقشارة بونللي تسمى أيضا نقشارة صفراء العجز (الاسم العلمي:   Phylloscopus  bonelli) (بالإنجليزية: Western  Bonelli's  Warbler)‏ هو طائر ينتمي إلى (فصيلة: Phylloscopidae).